# Rainville (Vosges)
Rainville é uma comuna francesa na região administrativa do Grande Leste, no departamento de Vosges. Estende-se por uma área de 8.61 km². Em 2010 a comuna tinha 291 habitantes (densidade: 33,8 hab./km²).